# Melissa Ordway

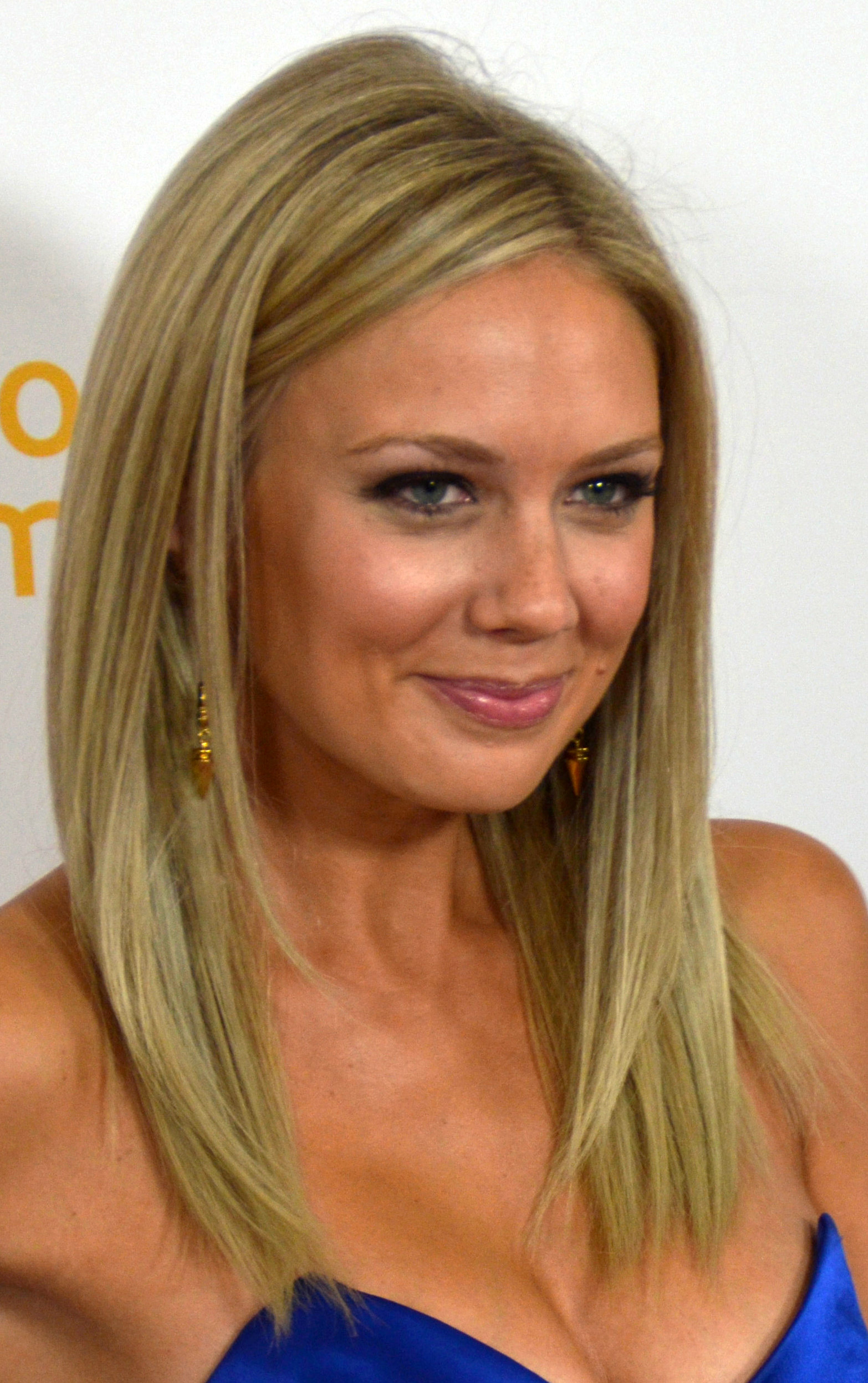
Melissa Ordway (2014)

Melissa Ordway (* 31. März 1983 in Atlanta, Georgia) ist eine US-amerikanische Schauspielerin.

## Leben
Ordway besuchte die Georgia State University und nahm 2004 an der MTV-Reality-Show-Parodie The Assistant teil, in der Andy Dick einen persönlichen Assistenten suchte. Sie setzte sich gegen 11 Kandidaten durch und wurde von MTV eingestellt, woraufhin sie nach Los Angeles zog. Dort erhielt sie einen Modelvertrag und wurde für verschiedene landesweite Werbekampagnen gebucht. 2008 spielte sie in acht Folgen der Serie Privileged die wiederkehrende Rolle der Jordanna, im Jahr darauf wirkte sie in der Filmkomödie 17 Again – Back to High School mit. Es folgten Gastauftritte in den Serien Melrose Place und The Chicago Code, sowie Rollen in den Filmen Mit Dir an meiner Seite und In Time – Deine Zeit läuft ab. 2012 spielte sie in der Seifenoper Hollywood Heights mit.
Ordway lebt mit dem Schauspieler Justin Gaston zusammen, mit dem sie verheiratet ist.

## Filmografie (Auswahl)
- 2004: The Assistant
- 2007: Entourage (Fernsehserie, Episode 4x09)
- 2007: How I Met Your Mother (Fernsehserie, Episode 3x03)
- 2008–2009: Privileged (Fernsehserie, 8 Episoden)
- 2009: 17 Again – Back to High School (17 Again)
- 2010: Mit Dir an meiner Seite (The Last Song)
- 2010: Melrose Place (Fernsehserie, 3 Episoden)
- 2010: CSI: NY (Fernsehserie, Folge 7x05)
- 2011: The Chicago Code (Fernsehserie, Episode 1x06)
- 2011: In Time – Deine Zeit läuft ab (In Time)
- 2011: Volcano 2 – Feuerinferno in Miami (Miami Magma) (Fernsehfilm)
- 2012: Ted
- 2012: Hollywood Heights (Seifenoper)
- 2013: 90210 (Fernsehserie, 6 Episoden)
- 2013: Odd Thomas
- 2013: Amelia’s 25th
- seit 2013: The Young and the Restless (Seifenoper)
- 2014: The Outsider
- 2020: Stalked by My Husband’s Ex
- 2020: The Christmas Sitters (Fernsehfilm)